# Kostel svatého Leopolda (Brno)
Římskokatolický kostel sv. Leopolda se nachází v brněnské čtvrti Štýřice, na území městské části Brno-střed, ve Vídeňské ulici při klášteře milosrdných bratří. Celý areál je chráněn jako kulturní památka České republiky. 

## Historie a popis
Vybudován byl v letech 1768-1777, je postaven v pozdně barokním slohu a je mimo jiné známý svou malířskou a freskovou výzdobou od Mistra Josefa Sterna a sochami od Ondřeje Schweigla. Celková konstrukce kostela byla postavena v barokním duchu, ovšem průčelí již nese klasicistní prvky. Před kostelem se nachází čtveřice soch znázorňující pietní momenty a světce.

## Galerie

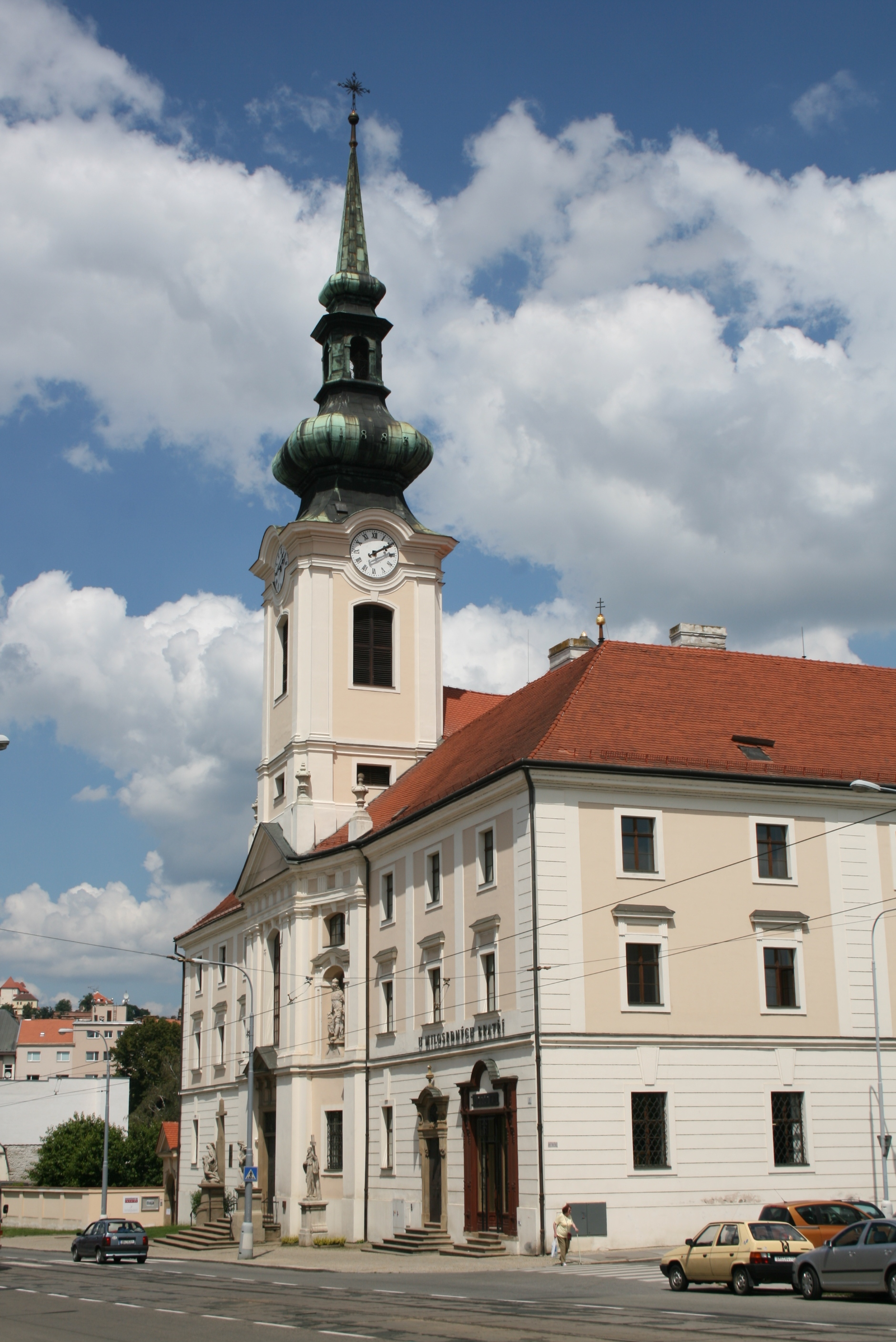
Klášter milosrdných bratří s kostelem
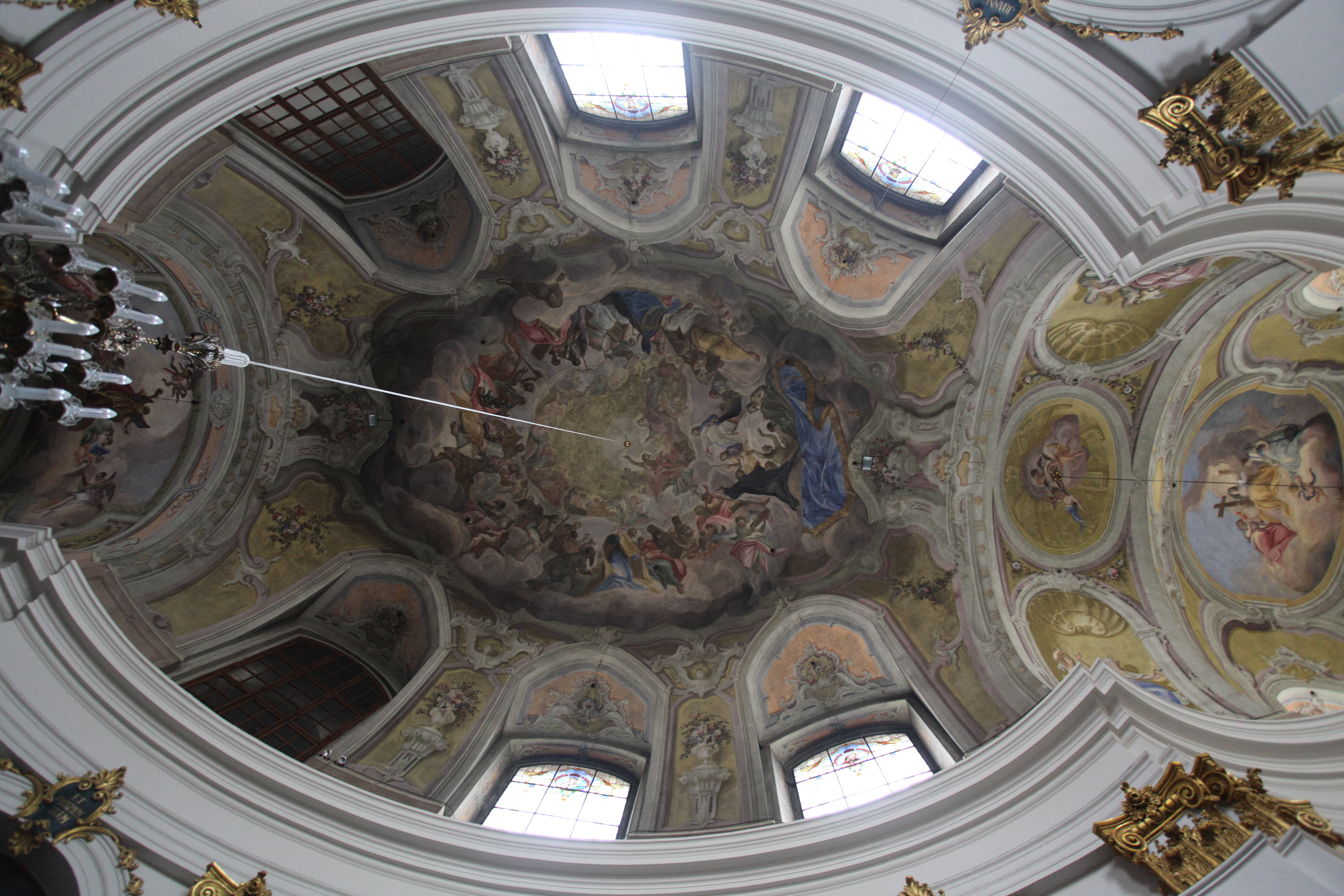
Fresková výzdoba stropu
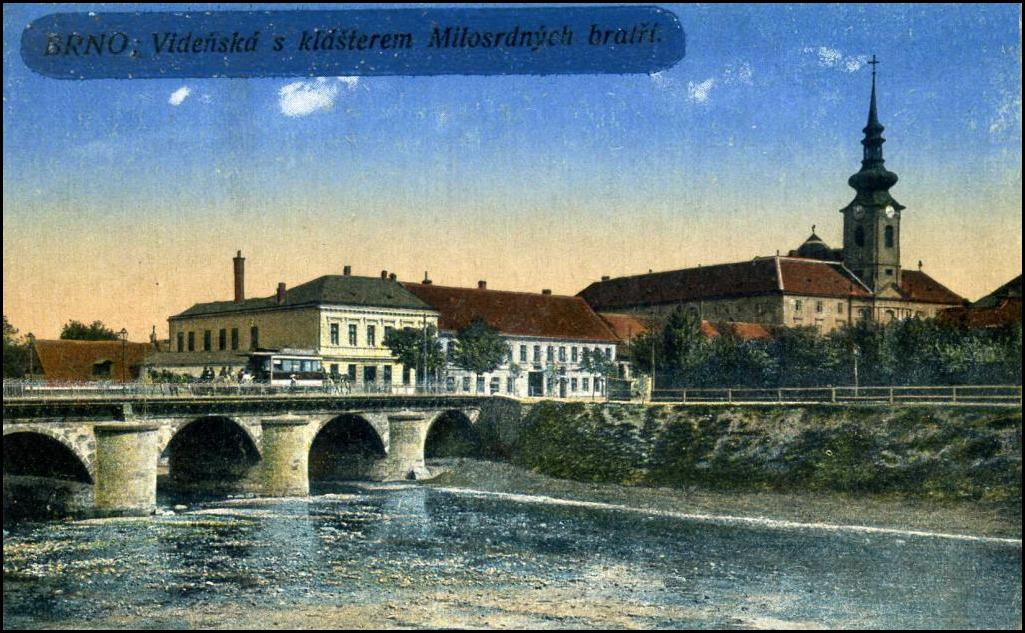
Pohled na kostel před rokem 1916